# Fallen Angels (album Venom)
Fallen Angels – trzynasty album studyjny black/thrash metalowego zespołu Venom.

## Lista utworów
1. „Hammerhead” - 5:00
2. „Nemesis” – 3:07
3. „Pedal to the Metal” – 3:43
4. „Lap of the Gods” – 5:09
5. „Damnation of Souls” – 4:30
6. „Beggarman” – 4:29
7. „Hail Satanas” – 4:33
8. „Sin” – 5:33
9. „Punks Not Dead” – 4:10
10. „Death Be Thy Name” – 3:10
11. „Lest We Forget” – 2:15
12. „Valley of the Kings” – 4:52
13. „Fallen Angels” – 7:06
14. „Annunaki Legacy"(limitowana edycja)– 4:24
15. „Blackened Blues"(limitowana edycja) – 4:52

## Twórcy
- Cronos – śpiew, gitara basowa
- Rege – gitara elektryczna
- Dante – perkusja